# Fredskämparna i Finland
Fredskämparna i Finland (finska: Suomen rauhanpuolustajat) är en finländsk fredsorganisation som grundades 1949 och som tidigare dominerades av Finlands kommunistiska partis minoritetsflygel (taistoiterna). 
Fredskämparna i Finland verkar för fred och nedrustning och motsätter sig även ett finländskt medlemskap i Nato. Organisationen utger tidskriften Rauhan puolesta och är medlem i den 1891 grundade Internationella fredsbyrån i Bern.